# Hryhoriy Kvitka-Osnovianenko
Hryhoriy Fedorovytch Kvitka-Osnovianenko (en ukrainien : Квітка-Основ'яненко Григорій Федорович), né le 29 novembre 1778 à Osnova dans les environs de Kharkiv et mort le 20 août 1843 à Kharkiv, était un écrivain, journaliste et dramaturge ukrainien. Fondateur de la prose classique ukrainienne en langue ukrainienne. 

## Biographie
Hryhoriy Kvitka-Osnovianenko est né en 1778 dans le village d'Osnova, près de la ville de Kharkiv, dans une famille de la noblesse ukrainienne. Il a adopté le nom de plume "Osnovianenko" en référence au village de sa naissance, quand il s'est lancé dans sa carrière littéraire. 
En 1812, Hryhoriy Kvitka-Osnovianenko commence ses activités professionnelles et sociales. Il a été nommé directeur d'un nouveau théâtre laïc ouvert à Kharkiv. Il a été passionné par le théâtre tout au long de sa vie. Plus tard, ce sentiment l'a amené à écrire des pièces. En 1841, il écrivit une "Histoire du théâtre de Kharkov". 
Hryhoriy Kvitka-Osnovianenko a été l'un des premiers partisans de la langue ukrainienne en tant que langue littéraire et a commencé à publier dans les premières revues littéraires ukrainiennes imprimées à Kharkiv au début du XIXe siècle. Comme la plupart de ses contemporains de la scène littéraire ukrainienne, il écrit également en langue russe. Il correspondait respectueusement avec Taras Chevtchenko, se tenant constamment au courant de la vie littéraire. Il était un ami de Nicolas Gogol, et il est possible que la pièce de Gogol Le Revizor ait été inspirée par le drame satirique de Hryhoriy Kvitka-Osnovianenko "La Visite de la capitale", qui a une intrigue et des personnages dont les rôles sont très similaires. 
Ses œuvres en langue ukrainienne étaient principalement de nature burlesque et satirique mais il a également écrit de la prose classique ukrainienne avec la nouvelle sentimentale Maroussia [1] qui selon lui a été écrite "pour prouver qu'il était possible d'écrire quelque chose de sensible et de touchant en langue ukrainienne. 
Parmi les ouvrages historiques d'intérêt, citons "L'Aperçu historique et statistique de Slobozhanshchina" (1838), "Sur les régiments de Sloboda", "Les Ukrainiens" (1841) et "l'Histoire du théâtre de Kharkov" (1841).
Dans les années 1830, Hryhoriy Kvitka-Osnovianenko a composé avec son aïeul Andrei Kvitka une fantastique histoire lyrique sur la fondation de la ville de Kharkov au milieu du XVIIe siècle. Cette histoire, publiée dans ses œuvres complètes, n'est étayée par aucune source et n'a jamais été sérieusement considérée par aucun historien.

## Les œuvres les plus connues
- «Конотопська відьма» ( La Sorcière de Konotop ) (1833)
- « Маруся » (Maroussia) (1832)
- «Салдацький патрет» (Portrait de soldat) (1833)
- «Сватання на Гончарівці» (Demande en mariage à Goncharovka) (1835)
- «Пан Халявський» (M. Khaliavskyï) (1839)
- «Priezžij iz stolicy» (L'Arrivée à la capitale) (1840)
- «Сердешна Оксана» Cordiale Oksana) (1841)
- «Козир-дівка» (Atout fille) (1838)
- « Ганнуся » (Hannoussia) (1839)
- «Шельменко-волосний писар» (Employé de Shelmenko-volost) (1829)

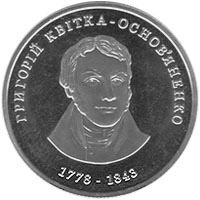
Monnaie ukrainienne à l'effigie de Hryhoriy Kvitka-Osnovianenko
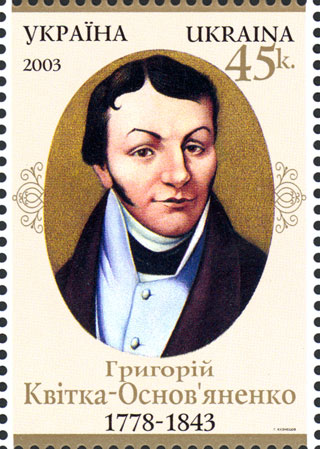
Timbre-poste à l'effigie de Hryhoriy Kvitka-Osnovianenko en 2003

## Sources
1. ↑  Encyclopédie ukrainienne
2. ↑  Nicolas Gogol, Les Âmes mortes, Bibliothèque russe et slave
3. ↑  Georges Nivat, Les sites de la mémoire russe, tome 2: Histoire et mythes de la mémoire russe, tome 2 , éditions fayard